# Campeonato Europeo de Tiro con Arco al Aire Libre de 1970
El II Campeonato Europeo de Tiro con Arco al Aire Libre se celebró en Hradec Králové (Checoslovaquia) entre el 10 y el 11 de julio de 1970 bajo la organización de la Unión Europea de Tiro con Arco (WAE) y la Federación Checoslovaca de Tiro con Arco.

## Resultados

### Masculino
| Evento                  | Oro                                                          | Plata                                                        | Bronce                                                  |
| ----------------------- | ------------------------------------------------------------ | ------------------------------------------------------------ | ------------------------------------------------------- |
| Arco recurvo individual | Viktor Sidoruk URSS                                          | Arne Jacobsen Dinamarca                                      | Kyösti Laasonen · Finlandia                             |
| Arco recurvo por equipo | Armand De Preter · Robert Cogniaux · René De Hondt · Bélgica | Kyösti Laasonen · Jorma Sandelin · Arvo Huttunen · Finlandia | Viktor Sidoruk Vadim Reznikov Lyubomir Strilbitski URSS |

### Femenino
| Evento                  | Oro                                              | Plata                                                           | Bronce                                               |
| ----------------------- | ------------------------------------------------ | --------------------------------------------------------------- | ---------------------------------------------------- |
| Arco recurvo individual | Anna-Lisa Berglund · Suecia                      | Emma Gapchenko URSS                                             | Eve Suits URSS                                       |
| Arco recurvo por equipo | Emma Gapchenko Eve Suits Tatiana Obraztsova URSS | Irena Szydłowska · Maria Mączyńska · Hanna Brzezińska · Polonia | Margit Barta · Ágnes Hamvas · Gyöngyi Nagy · Hungría |

## Medallero
| Núm. | País      | Oro | Plata | Bronce | Total |
| ---- | --------- | --- | ----- | ------ | ----- |
| 1    | URSS      | 2   | 1     | 2      | 5     |
| 2    | Bélgica   | 1   | 0     | 0      | 1     |
| 2    | Suecia    | 1   | 0     | 0      | 1     |
| 4    | Finlandia | 0   | 1     | 1      | 2     |
| 5    | Dinamarca | 0   | 1     | 0      | 1     |
| 5    | Polonia   | 0   | 1     | 0      | 1     |
| 7    | Hungría   | 0   | 0     | 1      | 1     |
|      | TOTAL     | 4   | 4     | 4      | 12    |